# Liste des monuments historiques du Puy-en-Velay
Cet article recense les monuments historiques du Puy-en-Velay, en France.

## Statistiques
Le Puy-en-Velay compte 84 édifices comportant au moins une protection au titre des monuments historiques, soit 17 % des monuments historiques du département de la Haute-Loire. Le Puy-en-Velay est la 28e ville française comptant le plus de monuments historiques. 20 édifices comportent au moins une partie classée ; les 64 autres sont inscrits.
Le graphique suivant résume le nombre d'actes de protection par décennie (ou par année avant 1880) :

## Liste
| Monument                                           | Adresse                                                      | Coordonnées                      | Notice         | Protection      | Date      | Illustration |
| -------------------------------------------------- | ------------------------------------------------------------ | -------------------------------- | -------------- | --------------- | --------- | --- |
| Baptistère Saint-Jean                              | Rue Saint-Georges                                            | 45° 02′ 45″ nord, 3° 53′ 06″ est | « PA00092742 » | Classé          | 1840      | Baptistère Saint-Jean |
| Cathédrale Notre-Dame-de-l'Annonciation            | Rue des Tables Rue du Cloître Rue Saint-Georges Place du For | 45° 02′ 44″ nord, 3° 53′ 05″ est | « PA00092743 » | Classé          | 1862 1889 | Cathédrale Notre-Dame-de-l'Annonciation |
| Chapelle des Pénitents Blancs                      |                                                              | 45° 02′ 46″ nord, 3° 53′ 05″ est | « PA00092930 » | Classé          | 1989      | Chapelle des Pénitents Blancs |
| Château de Mons                                    | Rue du château de Mons                                       | 45° 02′ 03″ nord, 3° 54′ 56″ est | « PA00135205 » | Inscrit         | 1995      | Image manquante Téléverser |
| Collège Lafayette                                  | 1 rue Général-Lafayette Rue Saint-François-Régis             | 45° 02′ 38″ nord, 3° 53′ 13″ est | « PA00092745 » | Inscrit         | 1972      | Collège Lafayette |
| Commanderie Saint-Jean                             | Rue de Vienne Rue du Faubourg-Saint-Jean                     | 45° 02′ 47″ nord, 3° 53′ 29″ est | « PA00092746 » | Inscrit         | 1978      | Commanderie Saint-Jean |
| Couvent de Sainte-Claire                           | Rue Sainte-Claire                                            | 45° 02′ 40″ nord, 3° 53′ 18″ est | « PA00092747 » | Inscrit         | 1925      | Couvent de Sainte-Claire |
| Couvent de la Visitation                           | Rue de la Visitation                                         | 45° 02′ 47″ nord, 3° 53′ 00″ est | « PA43000046 » | Inscrit         | 2005      | Couvent de la Visitation |
| Église des Carmes                                  | 6 avenue de la Dentelle                                      | 45° 02′ 31″ nord, 3° 53′ 19″ est | « PA00092748 » | Inscrit         | 1988      | Église des Carmes |
| Église du Collège                                  | Rue Saint-François-Régis Rue du Bessat                       | 45° 02′ 37″ nord, 3° 53′ 08″ est | « PA00092749 » | Classé          | 1951      | Église du Collège |
| Église Sainte-Thérèse du Val-Vert                  | Place Eugène-Pebellier                                       | 45° 01′ 48″ nord, 3° 52′ 59″ est | « PA43000025 » | Inscrit         | 2002      | Église Sainte-Thérèse du Val-Vert |
| Église Saint-Georges                               | 4 rue Saint-Georges                                          | 45° 02′ 45″ nord, 3° 53′ 11″ est | « PA00092750 » | Inscrit         | 1949      | Église Saint-Georges |
| Église Saint-Laurent                               | 2 boulevard du Docteur-André-Chantemesse                     | 45° 02′ 52″ nord, 3° 52′ 44″ est | « PA00092751 » | Classé          | 1906      | Église Saint-Laurent |
| Vestiges de l'église Saint-Vozy                    | Rue Anne-Marie Martel                                        | 45° 02′ 44″ nord, 3° 53′ 13″ est | « PA00092752 » | Inscrit         | 1949      | Image manquante Téléverser |
| Fontaine                                           | rue du Faubourg-Saint-Jean                                   | 45° 02′ 41″ nord, 3° 53′ 23″ est | « PA00092754 » | Inscrit         | 1972      | Fontaine |
| Fontaine Crozatier                                 | Place du Breuil                                              | 45° 02′ 30″ nord, 3° 53′ 01″ est | « PA43000050 » | Inscrit         | 2006      | Fontaine Crozatier |
| Fontaine du Plot                                   | Place du Plot                                                | 45° 02′ 36″ nord, 3° 52′ 58″ est | « PA00092755 » | Classé          | 1907      | Fontaine du Plot |
| Fontaine de la nymphe Amalthée                     |                                                              | 45° 02′ 45″ nord, 3° 52′ 47″ est | « PA43000065 » | Inscrit         | 2019      | Image manquante Téléverser |
| Fontaine des Tables                                | Place des Tables                                             | 45° 02′ 44″ nord, 3° 52′ 58″ est | « PA00092756 » | Classé          | 1907      | Fontaine des Tables |
| Fontaine du Theron                                 | Rue Chaussade                                                | 45° 02′ 36″ nord, 3° 53′ 12″ est | « PA00092757 » | Classé          | 1907      | Fontaine du Theron |
| Hôpital général                                    | 1 place Monseigneur-de-Galard                                | 45° 02′ 48″ nord, 3° 53′ 01″ est | « PA00092744 » | Inscrit         | 1991      | Hôpital général |
| Hôtel de Chaumeils                                 | 2 rue Cardinal-de-Polignac                                   | 45° 02′ 41″ nord, 3° 53′ 03″ est | « PA00092760 » | Inscrit         | 1951      | Hôtel de Chaumeils |
| Hôtel de Fillière de Charrouihl                    | 16 rue Cardinal-de-Polignac Rue de la Présentation           | 45° 02′ 41″ nord, 3° 53′ 06″ est | « PA00092762 » | Inscrit         | 1977      | Hôtel de Fillière de Charrouihl |
| Hôtel de Girardin et de Luzy                       | Rue Saint-Mayol                                              | 45° 02′ 47″ nord, 3° 53′ 05″ est | « PA00092763 » | Inscrit         | 1949      | Hôtel de Girardin et de Luzy |
| Hôtel Grateloup                                    | Rue de la Manécanterie                                       | 45° 02′ 44″ nord, 3° 53′ 08″ est | « PA43000067 » | Inscrit         | 2021      | Image manquante Téléverser |
| Hôtel Hugon de Coubladour                          | 22 rue Cardinal-de-Polignac                                  | 45° 02′ 42″ nord, 3° 53′ 09″ est | « PA00092764 » | Inscrit         | 1977      | Hôtel Hugon de Coubladour |
| Hôtel Jerphanion-Cambacérès                        | 15 rue de Becdelièvre 8 rue de la Visitation                 | 45° 02′ 46″ nord, 3° 53′ 02″ est | « PA00092765 » | Classé Inscrit  | 1987      | Hôtel Jerphanion-Cambacérès |
| Hôtel de La Battut                                 | 27 rue des Tables 13 rue Becdelièvre                         | 45° 02′ 45″ nord, 3° 53′ 01″ est | « PA00092759 » | Inscrit         | 2001      | Hôtel de La Battut |
| Hôtel Mailhet de Vachères                          | 12 rue Séguret 1 rue des Pélerins                            | 45° 02′ 42″ nord, 3° 53′ 03″ est | « PA00092951 » | Inscrit         | 1991      | Hôtel Mailhet de Vachères |
| Hôtel de Marcellange                               | 26 rue Cardinal-de-Polignac                                  | 45° 02′ 43″ nord, 3° 53′ 09″ est | « PA00092766 » | Inscrit         | 1934 1949 | Hôtel de Marcellange |
| Hôtel de Miramon                                   | 17 rue des Farges                                            | 45° 02′ 44″ nord, 3° 52′ 56″ est | « PA00092767 » | Classé Inscrit  | 1976 2019 | Hôtel de Miramon |
| Hôtel de Monteyremard                              | 48 rue Raphaël 9-11 rue Waldeck-Boudinhon                    | 45° 02′ 42″ nord, 3° 52′ 58″ est | « PA43000053 » | Inscrit Classé  | 2006 2010 | Hôtel de Monteyremard |
| Hôtel Pons-des-Ollières                            | Place du Greffe                                              | 45° 02′ 43″ nord, 3° 53′ 02″ est | « PA00092768 » | Inscrit         | 1949      | Hôtel Pons-des-Ollières |
| Hôtel Pradier d'Agrain                             | 24 rue Cardinal-de-Polignac                                  | 45° 02′ 43″ nord, 3° 53′ 09″ est | « PA00092758 » | Inscrit         | 1949      | Hôtel Pradier d'Agrain |
| Hôtel de la Prévôté                                | 12 rue Saint-Georges                                         | 45° 02′ 45″ nord, 3° 53′ 08″ est | « PA43000043 » | Inscrit         | 2004      | Hôtel de la Prévôté |
| Hôtel de Sanhard                                   | 20 rue Cardinal-de-Polignac                                  | 45° 02′ 42″ nord, 3° 53′ 08″ est | « PA00092769 » | Inscrit         | 1949      | Hôtel de Sanhard |
| Hôtel de Séneujol                                  | 5 rue des Anciens-Combattants-d'Afrique-du-Nord              | 45° 02′ 42″ nord, 3° 52′ 52″ est | « PA00092791 » | Inscrit         | 2011      | Image manquante Téléverser |
| Hôtel de ville                                     | 1 place du Martouret                                         | 45° 02′ 35″ nord, 3° 53′ 01″ est | « PA00092770 » | Inscrit         | 1951      | Hôtel de ville |
| Hôtel de Vinols                                    | 14 rue Cardinal-de-Polignac                                  | 45° 02′ 41″ nord, 3° 53′ 06″ est | « PA00092771 » | Inscrit         | 1951      | Hôtel de Vinols |
| Hôtel-Dieu                                         | Rue Becdelièvre                                              | 45° 02′ 46″ nord, 3° 53′ 03″ est | « PA00092761 » | Classé Inscrit  | 1914 1991 | Hôtel-Dieu |
| Immeuble                                           | 7 rue Chènebouterie                                          | 45° 02′ 38″ nord, 3° 52′ 57″ est | « PA00092773 » | Inscrit         | 1951      | Immeuble |
| Immeuble                                           | 8 rue Chenebouterie                                          | 45° 02′ 37″ nord, 3° 52′ 58″ est | « PA00092774 » | Inscrit         | 1951      | Immeuble |
| Immeuble                                           | 9 rue Chenebouterie                                          | 45° 02′ 38″ nord, 3° 52′ 57″ est | « PA00092775 » | Inscrit         | 1952      | Immeuble |
| Immeuble                                           | 10 rue Chenebouterie                                         | 45° 02′ 37″ nord, 3° 52′ 59″ est | « PA00092776 » | Inscrit         | 1951      | Immeuble |
| Immeuble                                           | 16 rue Chenebouterie                                         | 45° 02′ 38″ nord, 3° 52′ 59″ est | « PA00092777 » | Inscrit         | 1951      | Immeuble |
| Hôtel Legal de Nirande                             | 17 rue Chenebouterie                                         | 45° 02′ 38″ nord, 3° 52′ 57″ est | « PA00092778 » | Inscrit         | 1949      | Hôtel Legal de Nirande |
| Hôtel de Rosières                                  | 4 rue Cardinal-de-Polignac                                   | 45° 02′ 41″ nord, 3° 53′ 03″ est | « PA00092772 » | Inscrit Inscrit | 1951 2015 | Hôtel de Rosières |
| Immeuble                                           | 14 avenue Clément-Charbonnier                                | 45° 02′ 25″ nord, 3° 52′ 55″ est | « PA00092779 » | Classé          | 1969      | Image manquante Téléverser |
| Hôtel de Johanny de Marminhac                      | 6 rue Courrerie                                              | 45° 02′ 37″ nord, 3° 53′ 00″ est | « PA00092780 » | Inscrit         | 1949      | Hôtel de Johanny de Marminhac |
| Hôtel des Arcis de Chazourne                       | 8 rue Courrerie                                              | 45° 02′ 36″ nord, 3° 53′ 00″ est | « PA00092781 » | Inscrit         | 1949      | Hôtel des Arcis de Chazourne |
| Maison des têtes, dite Logis des frères Michel     | 46 rue Pannessac                                             | 45° 02′ 38″ nord, 3° 52′ 53″ est | « PA00092782 » | Classé          | 1984      | Maison des têtes, dite Logis des frères MichelBernard Galland, « La maison des têtes au Puy-en-Velay, faussement attribuée aux frères Michel, essai d’interprétation », Cahiers de la Haute-Loire, Le Puy-en-Velay,‎ 2023                                                                                |
| Maison des Duchamp Porte                           | 4 rue Séguret                                                | 45° 02′ 41″ nord, 3° 53′ 03″ est | « PA00092783 » | Inscrit         | 1949      | Maison des DuchampPorte |
| Immeuble Porte                                     | 7 rue Séguret                                                | 45° 02′ 43″ nord, 3° 53′ 02″ est | « PA00092784 » | Inscrit         | 1949      | ImmeublePorte |
| Immeuble                                           | 24 rue des Tables                                            | 45° 02′ 43″ nord, 3° 53′ 01″ est | « PA00092785 » | Inscrit         | 1978      | ImmeubleClaude Perron, « Note sur l’architecture médiévale au Puy, exemple des 24 et 26 rue des Tables », Cahiers de la Haute-Loire, Le Puy-en-Velay,‎ 1977 (lire en ligne) |
| Immeuble                                           | 26 rue des Tables                                            | 45° 02′ 43″ nord, 3° 53′ 01″ est | « PA00092786 » | Inscrit         | 1978      | ImmeubleClaude Perron, « Note sur l’architecture médiévale au Puy, exemple des 24 et 26 rue des Tables », Cahiers de la Haute-Loire, Le Puy-en-Velay,‎ 1977 (lire en ligne) |
| Immeuble de la Dentelle au Foyer                   | 4 avenue de la Dentelle                                      | 45° 02′ 32″ nord, 3° 53′ 21″ est | « PA00092956 » | Inscrit         | 1992      | Image manquante Téléverser |
| Immeuble de la Verveine du Velay                   | 2 faubourg Saint-Jean                                        | 45° 02′ 36″ nord, 3° 53′ 20″ est | « PA00135206 » | Inscrit Classé  | 1995 2004 | Immeuble de la Verveine du Velay |
| Logis des Rousson                                  | 24 rue des Farges                                            | 45° 02′ 45″ nord, 3° 52′ 55″ est | « PA00092795 » | Inscrit         | 1934      | Logis des Rousson |
| Maison                                             | 1 boulevard Alexandre-Clair 1 rue Antoine-Martin             | 45° 02′ 18″ nord, 3° 52′ 56″ est | « PA00092790 » | Inscrit         | 1972      | Image manquante Téléverser |
| Maison                                             | 5 rue des Anciens-Combattants-d'Afrique-du-Nord              | 45° 02′ 42″ nord, 3° 52′ 52″ est | « PA00092791 » | Inscrit         | 1972      | Image manquante Téléverser |
| Maison                                             | 16 rue du Bouillon                                           | 45° 02′ 39″ nord, 3° 53′ 03″ est | « PA00092792 » | Inscrit         | 1973      | Maison |
| Maison                                             | 39 rue Cardinal-de-Polignac                                  | 45° 02′ 43″ nord, 3° 53′ 10″ est | « PA00092793 » | Inscrit         | 1949      | Maison |
| Maison                                             | 13 rue Chaussade                                             | 45° 02′ 35″ nord, 3° 53′ 04″ est | « PA00092794 » | Inscrit         | 1972      | Maison |
| Maison                                             | 17 rue de l'Ouche                                            | 45° 02′ 44″ nord, 3° 52′ 51″ est | « PA00092796 » | Inscrit         | 1958      | Image manquante Téléverser |
| Maison                                             | 18 rue Pannessac                                             | 45° 02′ 37″ nord, 3° 52′ 56″ est | « PA00092797 » | Inscrit         | 1984      | Maison |
| Maison du Chanoine                                 | 29 rue Pannessac                                             | 45° 02′ 38″ nord, 3° 52′ 54″ est | « PA00092798 » | Inscrit         | 1926      | Image manquante Téléverser |
| Maison de Guillaume Obrier                         | 33 rue Pannessac                                             | 45° 02′ 38″ nord, 3° 52′ 53″ est | « PA00092799 » | Inscrit         | 1926      | Maison de Guillaume ObrierGabrielle Denand, « L’héritage des Obrier, bourgeois du Puy au XVIIe siècle », Cahiers de la Haute-Loire, Le Puy-en-Velay,‎ 1997 (lire en ligne) |
| Maison                                             | 51 rue Pannessac                                             | 45° 02′ 38″ nord, 3° 52′ 52″ est | « PA00092800 » | Inscrit         | 1926      | Maison |
| Maison des Alix                                    | 56 rue Raphaël                                               | 45° 02′ 43″ nord, 3° 52′ 57″ est | « PA00092801 » | Inscrit         | 1926      | Maison des Alix |
| Maison des Cizeron                                 | 7 rue Rochetaillade                                          | 45° 02′ 39″ nord, 3° 53′ 01″ est | « PA00092802 » | Classé          | 1987      | Maison des Cizeron |
| Maison Porte                                       | 14 rue Séguret                                               | 45° 02′ 43″ nord, 3° 53′ 02″ est | « PA00092803 » | Inscrit         | 1949      | MaisonPorte |
| Maison d'arrêt                                     | 37 boulevard Président-Bertrand                              | 45° 02′ 10″ nord, 3° 53′ 10″ est | « PA00092787 » | Inscrit         | 1987      | Image manquante Téléverser |
| Maison Darmet                                      | 45 rue du Faubourg Saint-Jean                                | 45° 02′ 42″ nord, 3° 53′ 23″ est | « PA00092788 » | Inscrit         | 1963      | Image manquante Téléverser |
| Maison des Œuvres Cippe                            | Place du Clauzel                                             | 45° 02′ 37″ nord, 3° 53′ 01″ est | « PA00092789 » | Inscrit         | 1949      | Maison des ŒuvresCippe |
| Manécanterie Notre-Dame (ancien hôtel Saint-Vidal) | Rue de la Manécanterie                                       | 45° 02′ 43″ nord, 3° 53′ 08″ est | « PA00092804 » | Inscrit         | 1949 2015 | Manécanterie Notre-Dame (ancien hôtel Saint-Vidal) |
| Mur de soutènement                                 | Place du For                                                 | 45° 02′ 43″ nord, 3° 53′ 07″ est | « PA00092805 » | Inscrit         | 1951      | Mur de soutènement |
| Palais épiscopal                                   | 2 place du For                                               | 45° 02′ 43″ nord, 3° 53′ 05″ est | « PA00092753 » | Inscrit         | 1949      | Palais épiscopal |
| Portail roman de l'abbaye de Vorey                 | Jardin Henri-Vinay                                           | 45° 02′ 25″ nord, 3° 53′ 03″ est | « PA00092806 » | Classé          | 1914      | Portail roman de l'abbaye de VoreyCe portail roman provient du prieuré des Bénédictines de Vorey (Marie-Pascale Gounon, « La vie religieuse féminine en Haute-Loire à la fin du XVIIIe siècle et pendant la Révolution (1789-1816) », Cahiers de la Haute-Loire, Le Puy-en-Velay,‎ 1997 (lire en ligne)) |
| Porte                                              | Rue Cardinal-de-Polignac                                     | 45° 02′ 41″ nord, 3° 53′ 03″ est | « PA00092807 » | Inscrit         | 1949      | Image manquante Téléverser |
| Porte Saint-Georges                                | Rue Saint-Georges                                            | 45° 02′ 44″ nord, 3° 53′ 10″ est | « PA00092808 » | Classé          | 1923      | Porte Saint-Georges |
| Salle de café de style Directoire                  | 20 boulevard Carnot                                          | 45° 02′ 43″ nord, 3° 52′ 49″ est | « PA00092810 » | Inscrit         | 1957      | Image manquante Téléverser |
| Salle de café de style Directoire                  | 34 boulevard Saint-Louis                                     | 45° 02′ 35″ nord, 3° 52′ 50″ est | « PA00092809 » | Inscrit         | 1956      | Image manquante Téléverser |
| Salle capitulaire Saint-Laurent                    |                                                              | 45° 02′ 52″ nord, 3° 52′ 47″ est | « PA00092811 » | Classé          | 1949      | Image manquante Téléverser |
| Statue de Lafayette                                | Boulevard Saint-Louis                                        | 45° 02′ 39″ nord, 3° 52′ 48″ est | « PA43000048 » | Inscrit         | 2005      | Statue de Lafayette |
| Statue de Notre-Dame de France                     | Rocher Corneille                                             | 45° 02′ 50″ nord, 3° 53′ 07″ est | « PA43000007 » | Inscrit         | 1997      | Statue de Notre-Dame de France |
| Théâtre                                            | Place du Breuil                                              | 45° 02′ 30″ nord, 3° 53′ 06″ est | « PA00092812 » | Inscrit         | 1991      | Théâtre |
| Tour Pannessac                                     | Rue Pannessac                                                | 45° 02′ 40″ nord, 3° 52′ 49″ est | « PA00092813 » | Classé          | 1897      | Tour Pannessac |